# Курбанова, Тамара Мамед кызы
Тамара Мамед кызы Курбанова (азерб. Tamara Məmməd qızı Qurbanova; род. 13 июня 1930, Битдили, Ганджинский уезд) — советский азербайджанский хлопковод, Герой Социалистического Труда (1950).

## Биография
Родилась 13 июня 1930 года в селе Битдили Ганджинского уезда (ныне село Ениабад Шамкирского района).
С 1944 года колхозница, звеньевая, бригадир, с 1972 года звеньевая в хлопководческой бригаде колхоза имени Рустама Алиева Шамхорского района. В 1949 году получила урожай хлопка 66,5 центнеров с гектара на площади 6 центнеров.
Указом Президиума Верховного Совета СССР от 12 июля 1950 года за получение высоких урожаев хлопка на поливных землях в 1949 году Курбановой Тамаре Мамед кызы присвоено звание Героя Социалистического Труда с вручением ордена Ленина и золотой медали «Серп и Молот».
Активно участвовала в общественной жизни Азербайджана. Член КПСС с 1953 года.
С 2002 года президентский пенсионер.